# Oldtown
Pour les articles homonymes, voir Old Town.
La ville américaine d’Oldtown est située dans le comté de Bonner, dans l’Idaho. Lors du recensement de 2010, sa population s’élevait à 184 habitants.

## Démographie
| Groupe            | Oldtown | Idaho | États-Unis |
| ----------------- | ------- | ----- | ---------- |
| Blancs            | 98,4    | 89,1  | 72,4       |
| Autres            | 0,5     | 7,8   | 12,1       |
| Métis             | 0,5     | 2,5   | 2,9        |
| Afro-Américains   | 0,5     | 0,6   | 12,6       |
| Total             | 100     | 100   | 100        |
|                   |         |       |            |
| Latino-Américains | 2,7     | 11,2  | 16,7       |

Selon l'American Community Survey pour la période 2010-2014, 96,48 % de la population âgée de plus de 5 ans déclare parler l'anglais à la maison et 3,52 % déclare parler l'espagnol.

## Source
- (en) Cet article est partiellement ou en totalité issu de l’article de Wikipédia en anglais intitulé « Oldtown, Idaho » (voir la liste des auteurs).

1. ↑  (en) « Population of Idaho - Census 2010 and 2000 », sur censusviewer.com (consulté le 2 mars 2016).
2. ↑  (en) « Oldtown, ID Population - Census 2010 and 2000 Interactive Map, Demographics, Statistics, Quick Facts - CensusViewer », sur censusviewer.com (consulté le 21 août 2018).
3. ↑  (en) « Language spoken at home by ability to speak english for the population 5 years and over. Universe: Population 5 years and over. 2010-2014 American Community Survey 5-Year Estimates », sur factfinder.census.gov.